# Zombi
Zombi (eng. zombie) je stvorenje poznato u vuduu prikazano kao ljudsko truplo koje je vraćeno u život putem magije ili drugog natprirodnog umijeća. Ova riječ na Haitiju označava čovjeka bez vlastite svijesti, osobe koje su u transu tj. pod tuđom mentalnom kontrolom, bezumni robovi nekog čarobnjaka. U suvremenoj književnosti i filmskoj umjetnosti, pogotovo u horor žanru, zombiji su živi mrtvaci koji se hrane mesom živih ljudi, a ponekad i ljudskim mozgovima.
Znanstvenici smatraju da su zombiji zapravo žive osobe koje su umrtvljene pod utjecajem teških droga (vjerojatno burundange i otrova uzetog od otrovne žabe ili ribe napuhače) od posljedica kojih su lišeni slobodne volje.
Prvi napis u kojem se spominje riječi "zombi" zabilježio je 1819. godine engleski pjesnik Robert Southey (1774.-1843.) u svom djelu o povijesti Brazila.
Zombiji su danas popularni likovi u književnom horor žanru te znanstveno-fantastičnim i horor filmovima, gdje se opisuju kao živi mrtvaci koji nisu oživljeni uz pomoć magije, već zbog neke epidemije, radijacije i slično.

## Zombiji u filmskoj umjetnosti
Suvremeni koncept zombija stvoren je uspjehom američkog horor filma Noć živih mrtvaca (1968.), redatelja Georgea A. Romera (1940.-2017.) koji je stvorio novi podžanr horor filmova i pokrenuo lavinu filmova o zombijima. Poslije filma Zora živih mrtvaca istoga redatelja iz 1978. godine, nastalo je zatišje u snimanju filmova o zombijima, ali su takvi filmovi doživjeli novu popularnost nakon velikog uspjeha video-igre Resident Evil (1996.), što je dovelo do snimanja istoimenog horor filma 2002. godine s Millom Jovovich u glavnoj ulozi. Poslije je uslijedilo pet nastavaka serijala koji su zabilježili uspjeh među publikom.